# Біла книга Зарнена

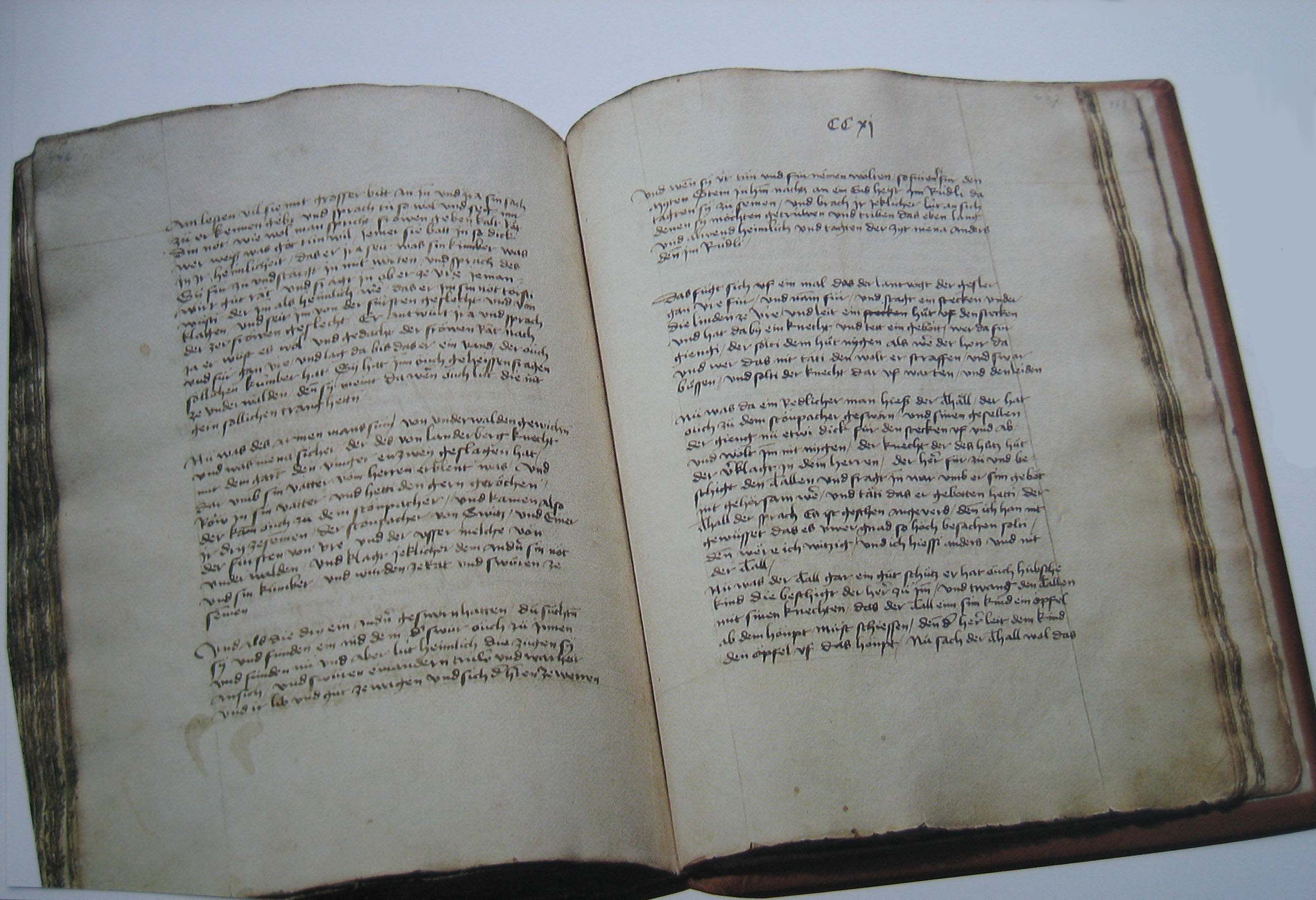
Біла книга Зарнена

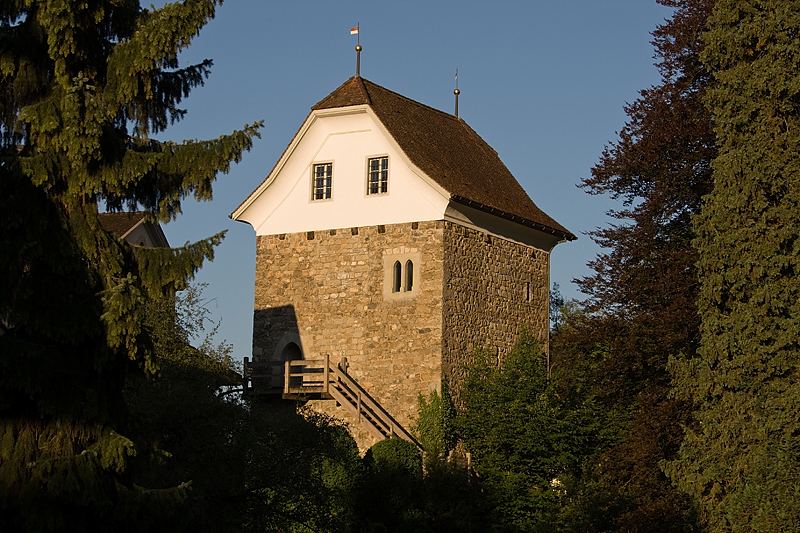
Вежа Відьом у Зарнені

Біла книга Зарнена (нім. Weisses Buch von Sarnen) — рукописне зібрання історичних хронік і документів середньовічної Швейцарії, складене хроністом Гансом Шрібером у 1470—1472 роках, яке містить його ж доповнення до 1474 року і продовження п'ятьма іншими авторами з 1481 по 1607 рік. Зберігається в державному архіві Вежі Відьом міста Зарнен.

## Зміст

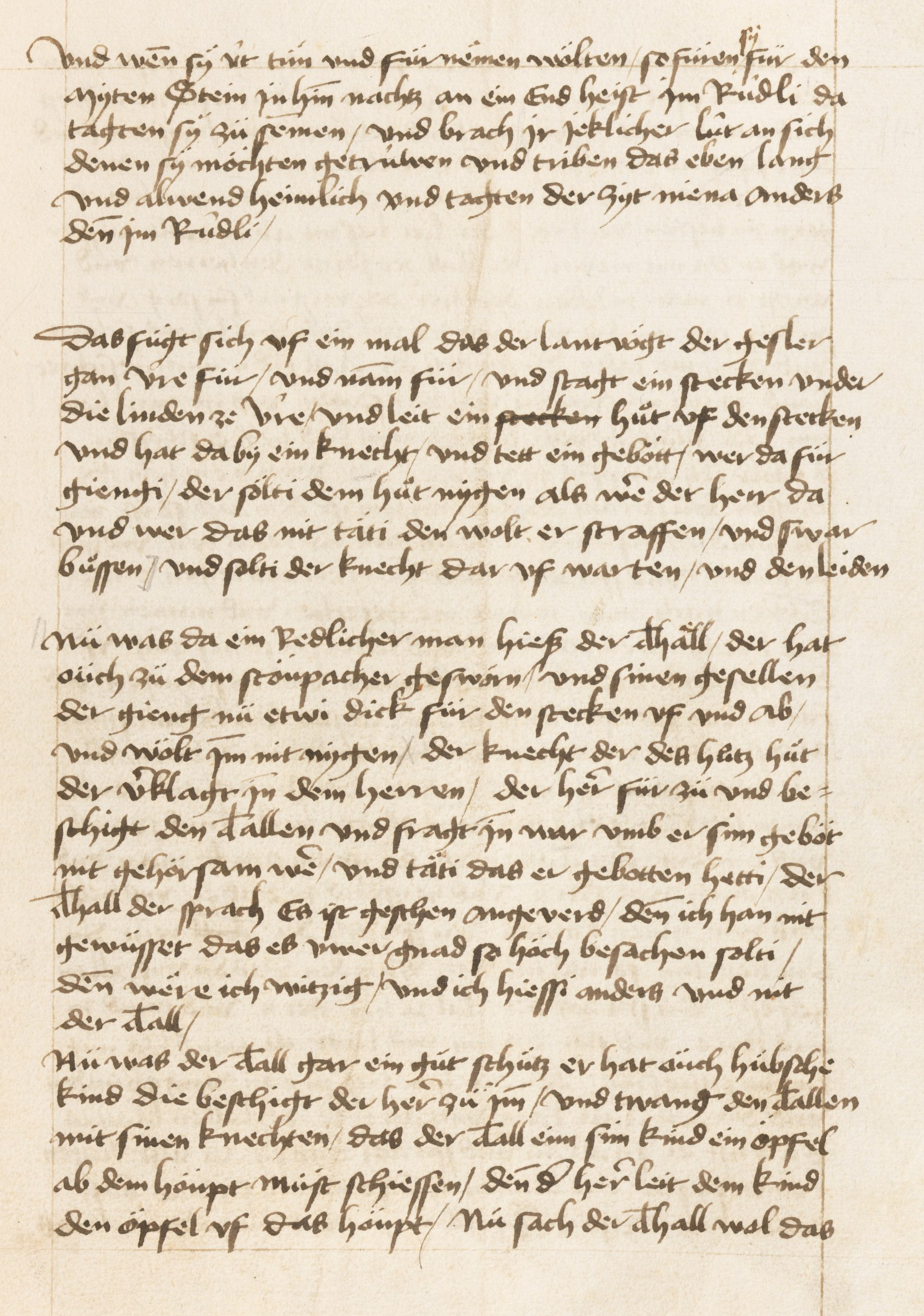
Аркуш рукопису «Білої книги Зарнена» із записом легенди про Вільгельма Телля

Біла книга Зарнена складається з двох частин. У першій частині на приблизно 350 сторінках викладається зміст різних документів, що стосуються історії, господарства та майнових відносин кантону Обвальден, включаючи питання відносин між членами формованої Конфедерації. Це тексти, що містять дані про різні міста і райони центральної Швейцарії, князів і правителів, єпископів і духовенство, французьких і німецьких королів, рішення про права на рибальство, упорядкування судноплавства між Люцерном і Альпнахом від 1424 року, прикордонні питання і багато іншого, починаючи з 1315 року.
Друга частина на 22 сторінках описує історію кантонів Урі, Швіц й Унтервальден. Тут вперше повідомляються, виходячи з більш ранніх джерел середини XIV століття, основні моменти легендарної історії здобуття швейцарцями своєї свободи від іноземних володарів і з'являються ті образи історії, які стали хрестоматійними: злий фогт, який грубо порушував межі своєї компетенції та знущався зі слабких і бідних; шлях, що привів до клятви на Рютлі і створення Конфедерації, тощо. Тут також повідомляється про певного «Thall» (Вільгельма Телля) та його противника «Gijssler», ландфогта Урі та Швіцу Германа Гесслера, який повісив капелюх ерцгерцога на липі центральної площі в Альтдорфі.

## Історія
У 1507 році хроніст Петерманн Еттерлін переніс частину текстів із Білої книги, насамперед історію Вільгельма Телля, у свою «Хроніку Швейцарської конфедерації». А в 1534—1536 роках історик із Гларуса Егідій Чуді поєднав відомості з Білої книги та низки інших знайомих йому джерел. У результаті з'явилася дуже популярна протягом кількох століть «Історія Швейцарії» (Chronicon Helveticum). Про історичну достовірність викладених у ній подій наука не має вичерпних доказів. Проте після написання Фрідріхом Шиллером, який скористався опублікованою в 1734—1736 роках у Базелі копією Білої книги, знаменитої драми «Вільгельм Телль», історія про цього міфічного борця за швейцарську незалежність та вигадану клятву представників трьох лісових кантонів на Рютлі (1307), отримала всесвітню популярність. У той час як перший автор Білої книги, земський писар XV століття Ганс Шрібер, був зовсім забутий.
Вдруге Біла книга Зарнена була випадково виявлена в 1854 році, на занедбаному горищі, серед старих паперів. Цюрихський державний архіваріус Герольд Маєр фон Кнонау, що приїхав за викликом до Зарнена, одразу впізнав у знахідці одну з найбільших письмових національних пам'яток країни. Пізніше про Білу книгу дізнався також цюрихський професор історії Георг фон Вісс, і між ним і фон Кнонау розгорілася боротьба за право першої публікації джерела. У результаті в 1857 році побачили світ відразу два її видання: цюрихське Вісса та айнзідельнське фон Кнонау (останнє — у 13 томі збірника «Любитель історії» Історичної асоціації Центральної Швейцарії).
Лише в 1928 році державний архіваріус Роберт Дуррер із Нідвальдену зміг науково довести, що саме Ганс Шрибер є автором Білої книги і, відповідно, історії про Вільгельма Телля. Як писав про Білу книгу і про Ганса Шрібера германіст Петер фон Матт — «Ні один швейцарський автор не створив твору більшої значущості» (нім. Kein Schweizer Autor hat je ein Werk von grösserer Wirkung verfasst).
Факсимільне видання книги було підготовлено в 1937 році у Люцерні Вільгельмом фон Голенштайном. Найбільш авторитетна наукова публікація її була випущена в 1984 році у Зарнені за редакцією історика Бруно Маєра.
З 2012 року з факсиміле Білої книги Зарнена також можна ознайомитися онлайн.